# Anticipation sociale
 (décembre 2019).
Si vous disposez d'ouvrages ou d'articles de référence ou si vous connaissez des sites web de qualité traitant du thème abordé ici, merci de compléter l'article en donnant les références utiles à sa vérifiabilité et en les liant à la section « Notes et références ».
L'anticipation sociale est un genre littéraire, souvent apparenté à la science-fiction, et plus largement toute fiction mettant en œuvre la dystopie. 
Ses précurseurs sont Jonathan Swift, Restif de la Bretonne, Jack London, Francis Scott Fitzgerald, Franz Kafka, Aldous Huxley ou encore William S. Burroughs, mais aussi, dans un domaine plus proche de la science-fiction, George Orwell et H.G Wells, et dans une veine satirique, Pierre Boulle dans La Planète des singes.
Selon certains critiques, le roman d'anticipation sociale se distingue de la science-fiction en tant qu'il ne traite ni d'un futur lointain, ni, du moins pas principalement, des conséquences du progrès scientifique (encore que le roman cyberpunk, qui décrit un avenir proche, où le déclin de la civilisation et des rapports humains allant de pair avec d'exponentiels progrès techniques, s'apparente lui aussi à de l'anticipation sociale). Il traite de notre monde, de notre époque. 
D'autres font remarquer que la science-fiction traite toujours du présent et que l'auteur de science-fiction ne crée un avenir imaginaire qu'à fin d'exacerber des problématiques politiques, scientifiques, éthiques ou existentielles contemporaines à l'auteur. En ce sens, l'anticipation sociale est un genre à part entière de la science-fiction.
L'une des caractéristiques les plus importantes de l'anticipation sociale : le destin du ou des personnages principaux est symbolique de son époque, des mutations sociales en cours, et porteur d'un sens qui le dépasse. Il se pose comme acteur et comme témoin de l'Histoire, au sein de sa simple vie d'individu.
L'auteur français Antoine Volodine préfère, quant à lui, parler de post-exotisme.

## Auteurs et œuvres caractéristiques du genre
- Martin Amis
- Jean-Pierre April
- James Graham Ballard
- Mathieu Blais et Joël Casséus (Il était une fois dans l'œuf)
- Ivan Brun (No comment, War songs)
- Bret Easton Ellis
- Douglas Coupland
- Maurice G. Dantec
- Philip K. Dick
- Harry Harrison (Soleil vert)
- Michel Houellebecq
- Jack London (Le Talon de fer)
- Michael Moorcock
- Chuck Palahniuk
- Laurent Obertone
- Will Self
- Norman Spinrad